# Rudolf Häpke
Rudolf Häpke (* 29. Oktober 1884 in Bremen; † 7. Januar 1930 in Marburg) war ein deutscher Historiker.
Häpke war Schüler des Hansehistorikers Dietrich Schäfer. 1908 wurde er an der Friedrich-Wilhelms-Universität zu Berlin promoviert. 1914 habilitierte er sich bei Schäfer. Häpke wurde Bibliothekar am Historischen Seminar der Universität Berlin und war danach Professor für Geschichte an der Universität Marburg. Sein Forschungsschwerpunkt war die Geschichte der Hanse.

## Schriften (Auswahl)
- Brügges Entwicklung zum mittelalterlichen Weltmarkt. Diss. Berlin 1908.
- (Herausgeber:) Niederländische Akten und Urkunden zur Geschichte der Hanse und zur deutschen Seegeschichte. München/Leipzig 1913.
- Die Regierung Karls V. und der europäische Norden. Lübeck 1914.
- Wirtschaftsgeschichte. Teil 1: Mittelalter und Merkantilismus. Leipzig 1922, 2. Aufl. 1928.
- Die Entstehung der holländischen Wirtschaft. Ein Beitrag zur Lehre von der ökonomischen Landschaft. Curtius, Berlin 1928.